# Petr Duchoň

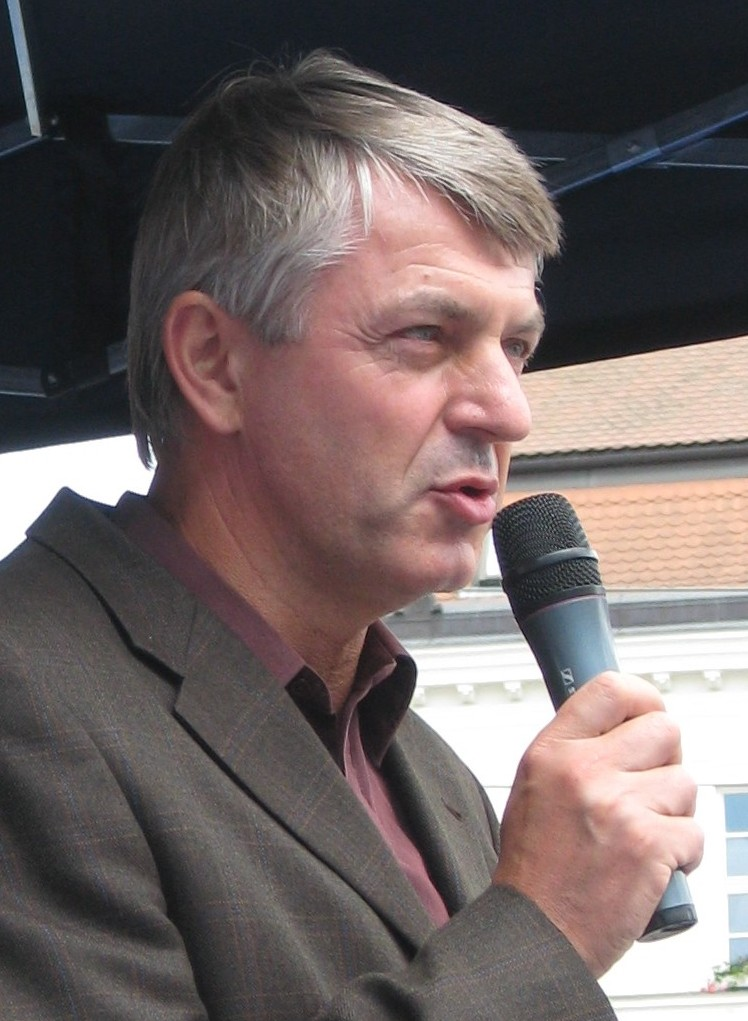
Petr Duchoň (2009)

Petr Duchoň (* 6. September 1956 in Brünn) ist ein tschechischer Politiker (ODS). Er war von 1998 bis 2004 Oberbürgermeister der Stadt Brünn und anschließend bis 2009 Mitglied des Europäischen Parlaments.
Duchoň studierte Physik an der Universität Brünn. Anschließend absolvierte er ein Postgraduiertenstudium der Vakuumtechnik an der Tschechischen Technischen Universität Prag (ČVUT) und einen Studienaufenthalt in Heidelberg. Er war als wissenschaftlicher Mitarbeiter beim staatlichen Elektronikkonzern Tesla in Brünn tätig.
Duchoňs politische Laufbahn begann 1990 als Bezirksverordneter des Brünner Stadtteils Bystrc. 1994 wurde er für die Demokratische Bürgerpartei (ODS) in die Stadtvertretung von Brünn gewählt. 1998 bis 2004 war er schließlich Oberbürgermeister von Brünn.
Nach dem EU-Beitritt Tschechiens errang Duchoň bei der Europawahl 2004 einen Sitz im Europäischen Parlament. Er saß in der konservativen EVP-ED-Fraktion und war in der Legislaturperiode bis 2009 stellvertretender Vorsitzender des Ausschusses für Haushaltskontrolle, Mitglied im Ausschuss für Verkehr und Fremdenverkehr sowie Delegierter für die Beziehungen zu den Vereinigten Staaten.